# Archicortex
En neuroanatomie animale, l'archipallium ou l'archicortex est une partie du système nerveux central des vertébrés présente très tôt dans la phylogénie du pallium. Ainsi, chez les poissons, l'archipallium constitue l'essentiel de la vésicule télencéphalique. 
Chez les mammifères, l'archipallium correspond au cortex olfactif. 
Même si cette désignation est totalement obsolète, on retrouve parfois, dans des contextes non scientifiques, l'expression « cerveau reptilien » inspirée de la théorie du cerveau triunique développée par Paul D. MacLean dans les années 60, qui cohabite avec le cerveau limbique et le néocortex. Cette théorie est toutefois discréditée par une partie de la communauté scientifique.

#### Bases de données et dictionnaires
- Ressources relatives à la santé :   - FMA
  - TA98
  - TA2
  - Uberon